# ایزوپروپیل کلرید
ایزوپروپیل کلرید (به انگلیسی: Isopropyl chloride) با فرمول شیمیایی C3H7Cl یک ترکیب شیمیایی است. که جرم مولی آن 78.5413 می‌باشد. شکل ظاهری این ترکیب، مایع بی‌رنگ است.